# 馬自達BT-50
馬自達BT-50（日语：マツダ・BT-50）是由日本馬自達汽車公司自2006年起製造發售的皮卡貨車，其雙生車種為福特Ranger、福特Everest。

## 概要
此款車於2006年3月22日開幕的泰國曼谷國際車展上正式公開亮相，跟福特Ranger是雙生兄弟，許多主要元件都共用，也是B系列皮卡的後繼車款。
除了美國當地市場交由福特製造供應外，另一生產基地是馬自達和福特汽車在泰國共同出資成立的「泰國汽車聯盟公司」（AutoAlliance Thailand），專門供應給大洋洲與歐洲國家。而拉丁美洲市場的生產基地則在哥倫比亞，南非的工廠供應給南非與其他非洲地區；此外這款車並未在日本生產銷售。
關於車名「BT」意指「B-series Truck」，而「50」這數字則代表這款載貨量一公噸的皮卡車位居於小型與大型卡車之間，具有「一半」的意義。

## 歷史

### 第一代（2006年-2010年）
2006年 - 11月正式發表上市。北美洲市場的動力搭載2.5L或3.0L直列四缸DOHC渦輪增壓Duratorq TDCi型柴油引擎，而中東地區與拉丁美洲則繼續沿用第六代B系列的2.2L直列四缸SOHC F2型、2.6L直列四缸SOHC G6型及2.5L直列四缸WL-T型渦輪增壓柴油引擎。另外，這款車也增加了五速自動排檔與車側安全氣囊等配備。
2008年 - 春季進行小改款，除變化內裝鋪陳外，將一些本來是選購的配備變成標準配備。在墨西哥與中南美洲發售的BT-50包含下述等級：
1. 2.2L引擎：驅動方式為FR，和舊款B2200一樣屬於入門等級。
2. 2.5L引擎：配置直列四缸WL-T型渦輪增壓柴油引擎，驅動方式有FR、4WD二種。
3. 2.6L引擎：和舊款第六代B2600一樣，採用2.6L直列四缸SOHC G6型引擎。

馬自達與福特汽車在泰國合資的AutoAlliance Thailand工廠除供應本地外，也外銷至歐洲市場；南非市場的BT-50和福特Ranger則由該國位於普利托里亞的工廠供應；拉丁美洲市場的BT-50皆由哥倫比亞工廠生產。此外考量到市場特性不同，日本見不到BT-50這款皮卡貨車。

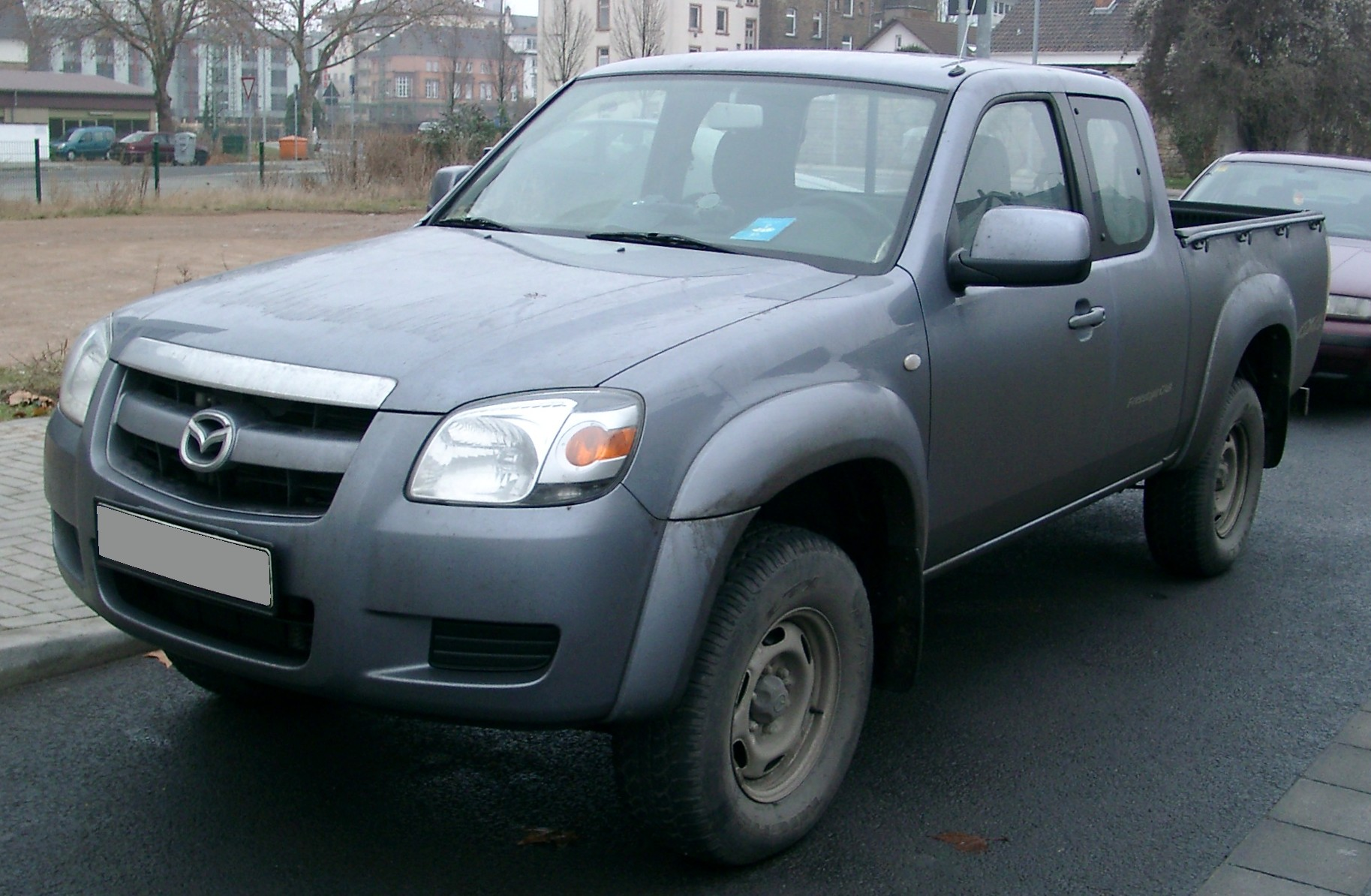
車頭（德國）
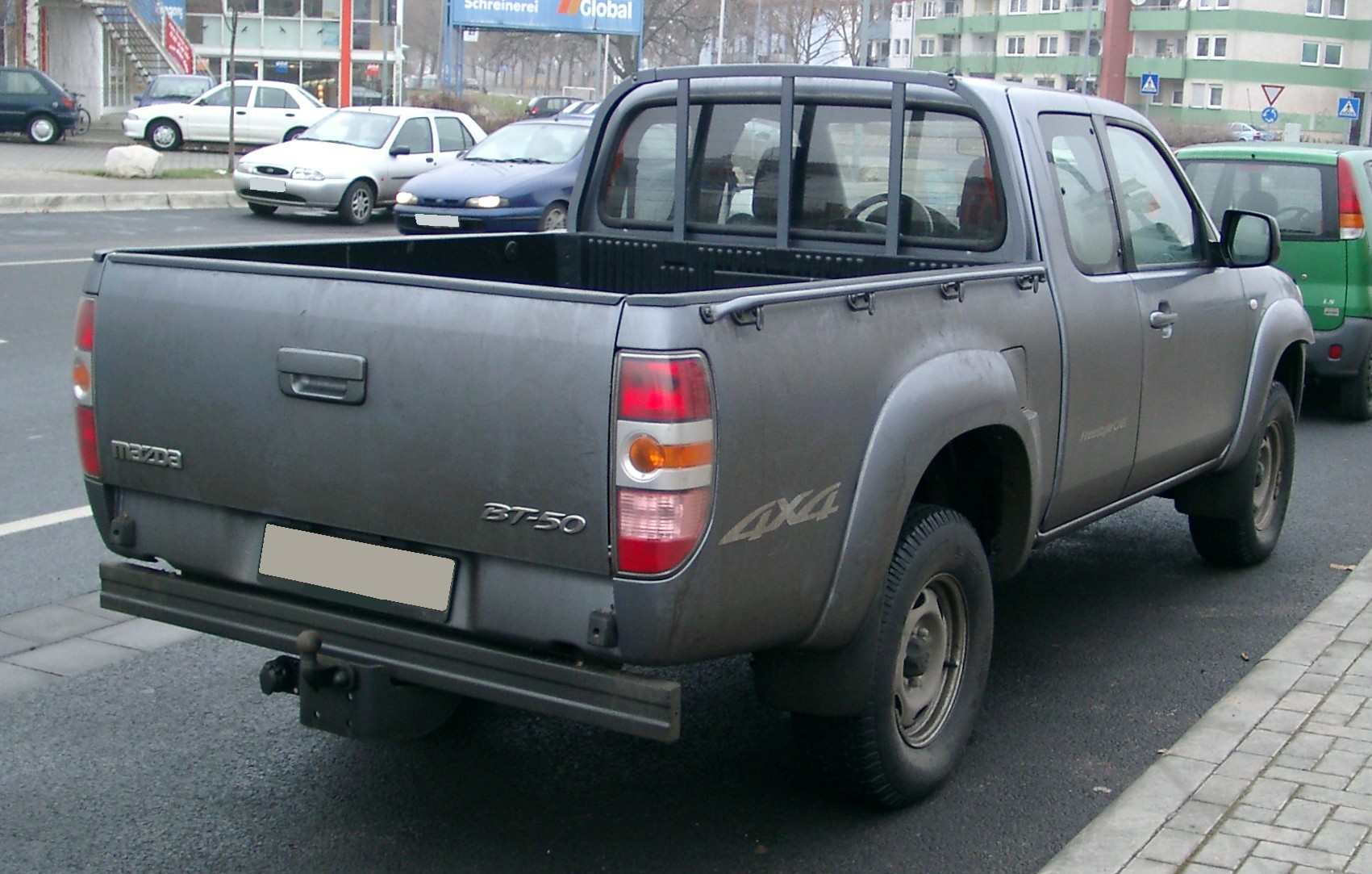
車尾（德國）
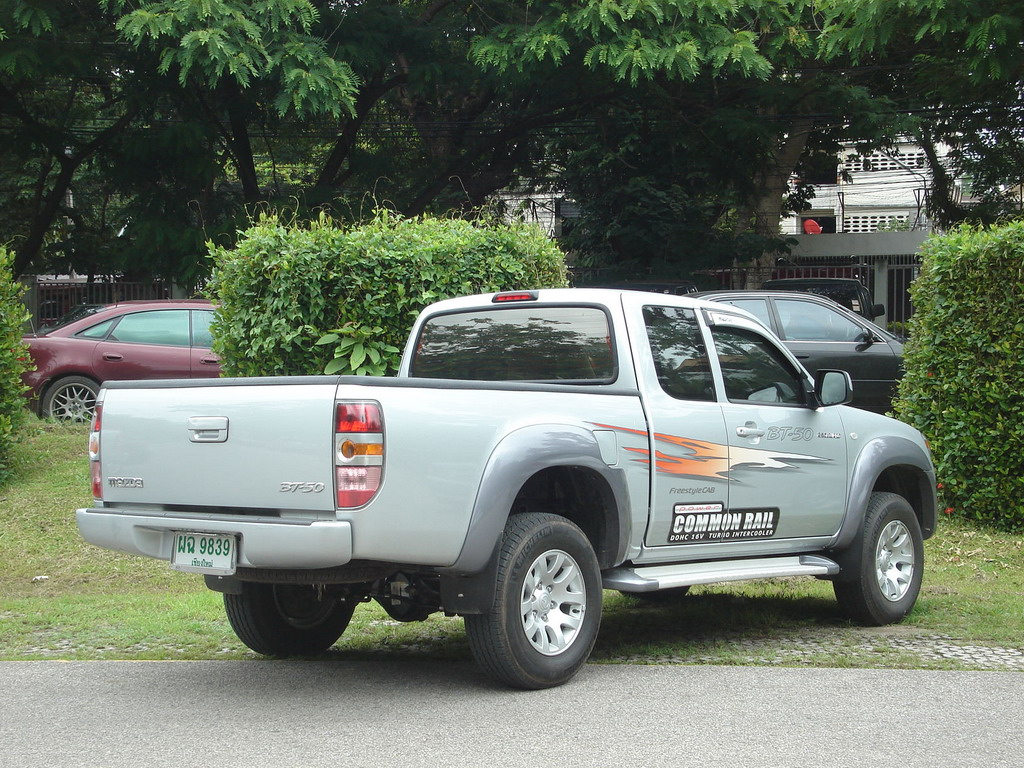
車尾（泰國）
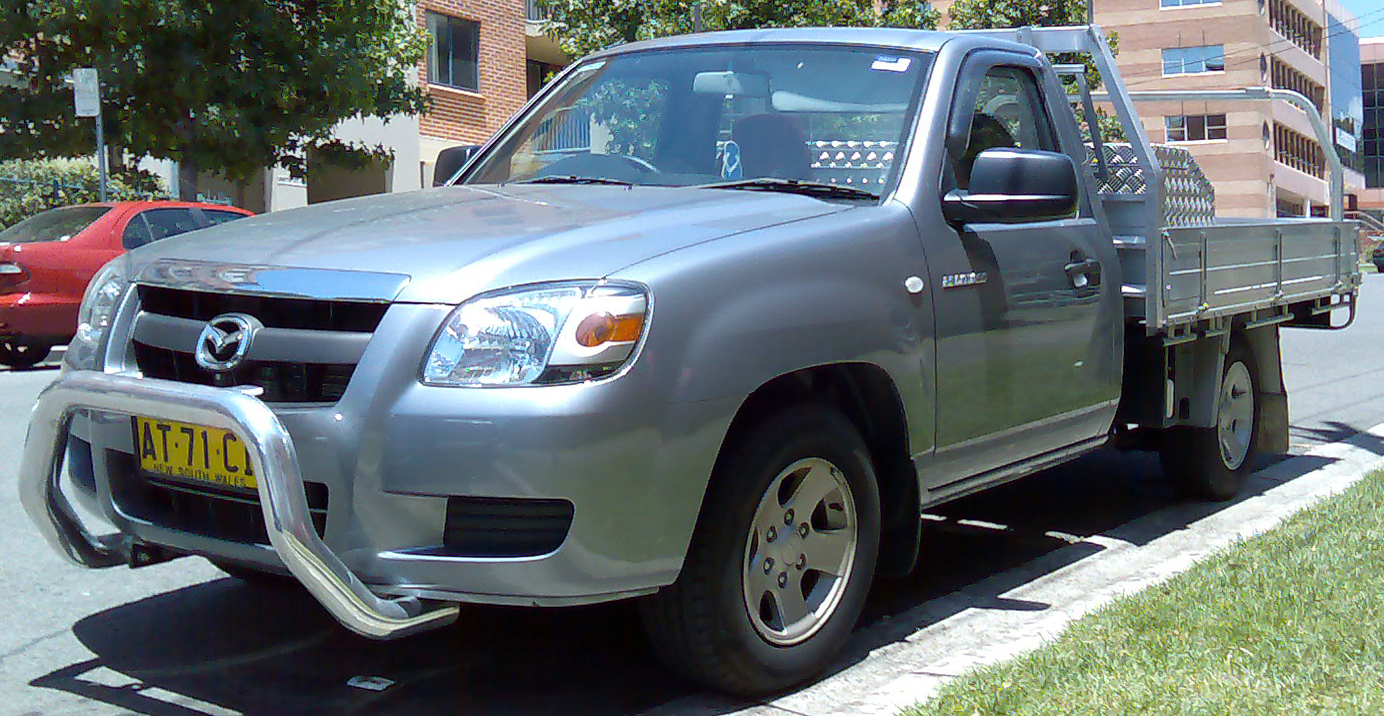
車頭（澳洲）
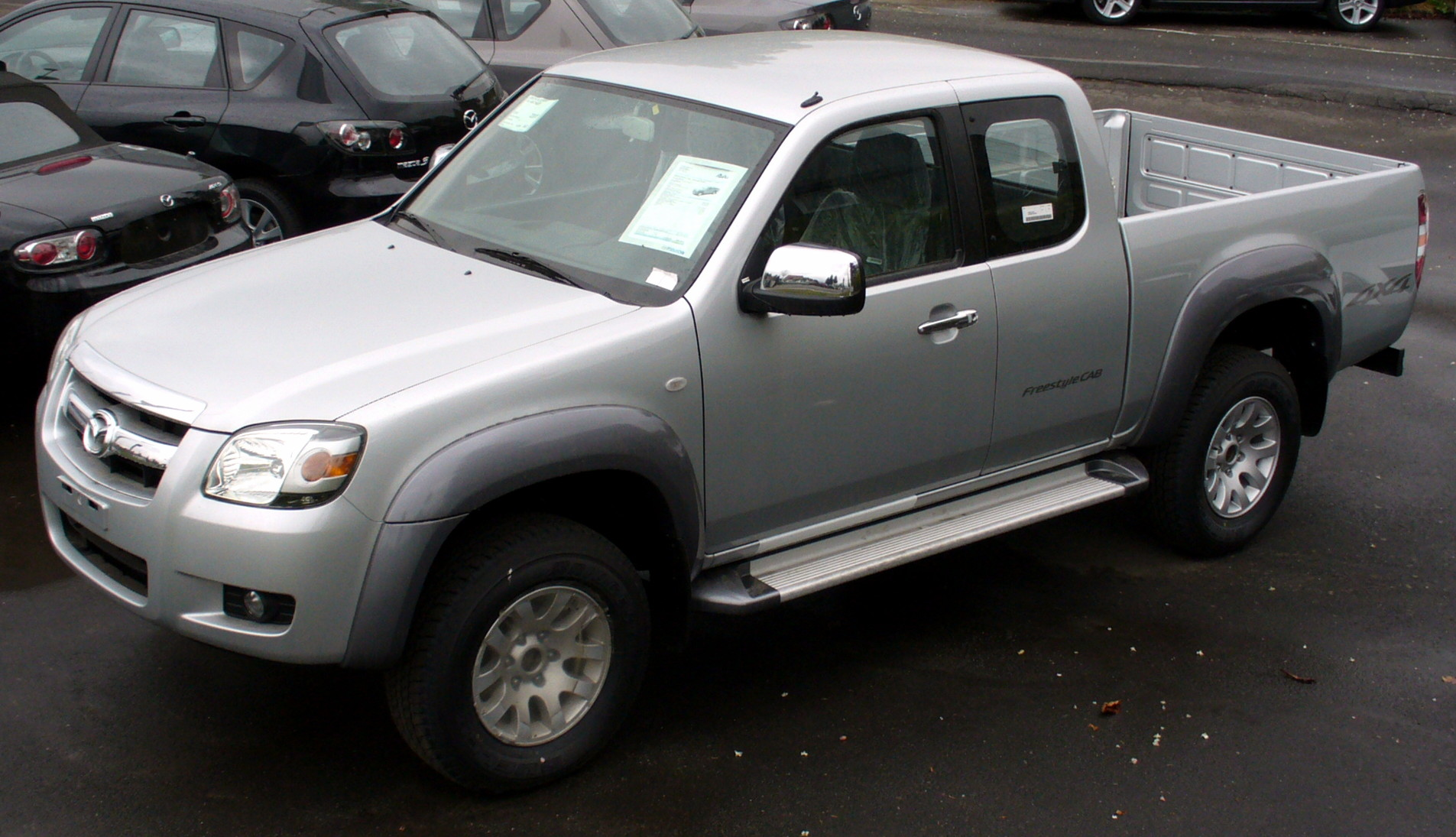
車頭（德國）

### 第二代（2010年-2020年）
2010年 - 10月15日馬自達在澳大利亞國際車展上展示全新改款的第二代BT-50，雙生車種仍是福特Ranger（原廠代號T6）。該款車的外觀由福特墨爾本設計中心的馬自達團隊操刀設計，故兩個團隊各自獨自作業。此代車款分別在泰國、南非、哥倫比亞、辛巴威、厄瓜多爾等地之工廠下線生產，動力來源有2.5L直列四缸DOHC L5-VE型引擎、2.2L直列四缸DOHC渦輪增壓Duratorq TDCi型柴油引擎、3.2L直列五缸渦輪增壓Duratorq TDCi型柴油引擎等三種，可搭配五速或六速手排變速箱。至於車廂配置，則區分成single（單廂雙門雙座）、dual（二廂四門四座）、freestyle（後車斗加蓋殼）等型式。
2015年 - 7月進行小改款，並陸續於澳洲等市場發表上市。外觀上導入家族特徵：微笑的水箱護罩曲線、鷹眼形頭燈、新式輪圈與尾燈等，內裝方面則將雙區恆溫空調、CD音響、衛星導航、Aux-In等功能列為標準配備。此外，中控台、排檔頭與車門手把等處也加入金屬色澤飾板。
自2010年11月起，福特對馬自達的占股比例一口氣從11%降為3.5%之後，雙方的合作關係明顯出現變化。BT-50與福特Ranger的雙生車關係在2016年協議停止，同年7月11日馬自達發佈新聞稿表示，已經正式與五十鈴簽署皮卡貨車的合作協議，並委託後者代為生產該產品。

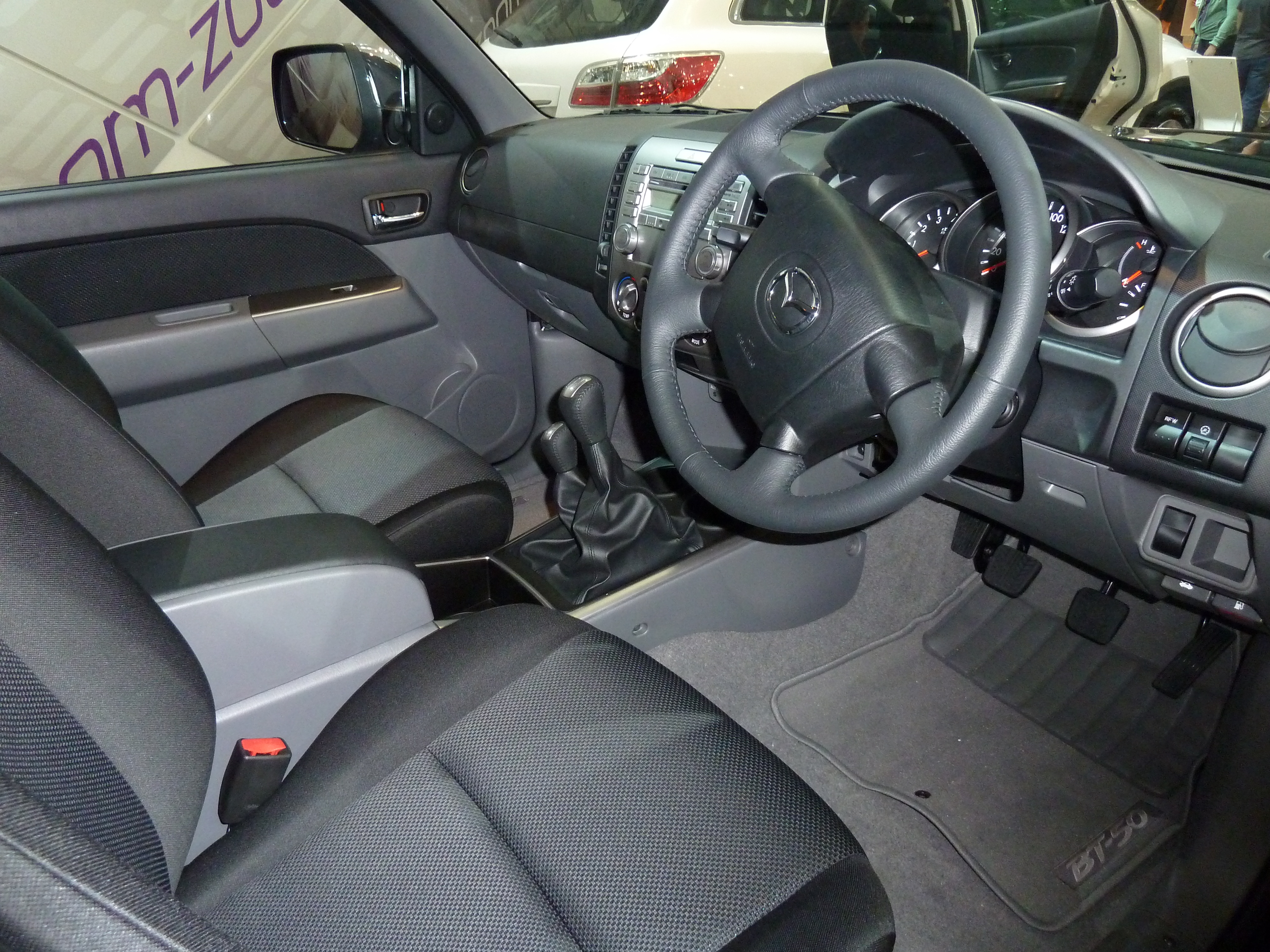
內裝（澳洲）
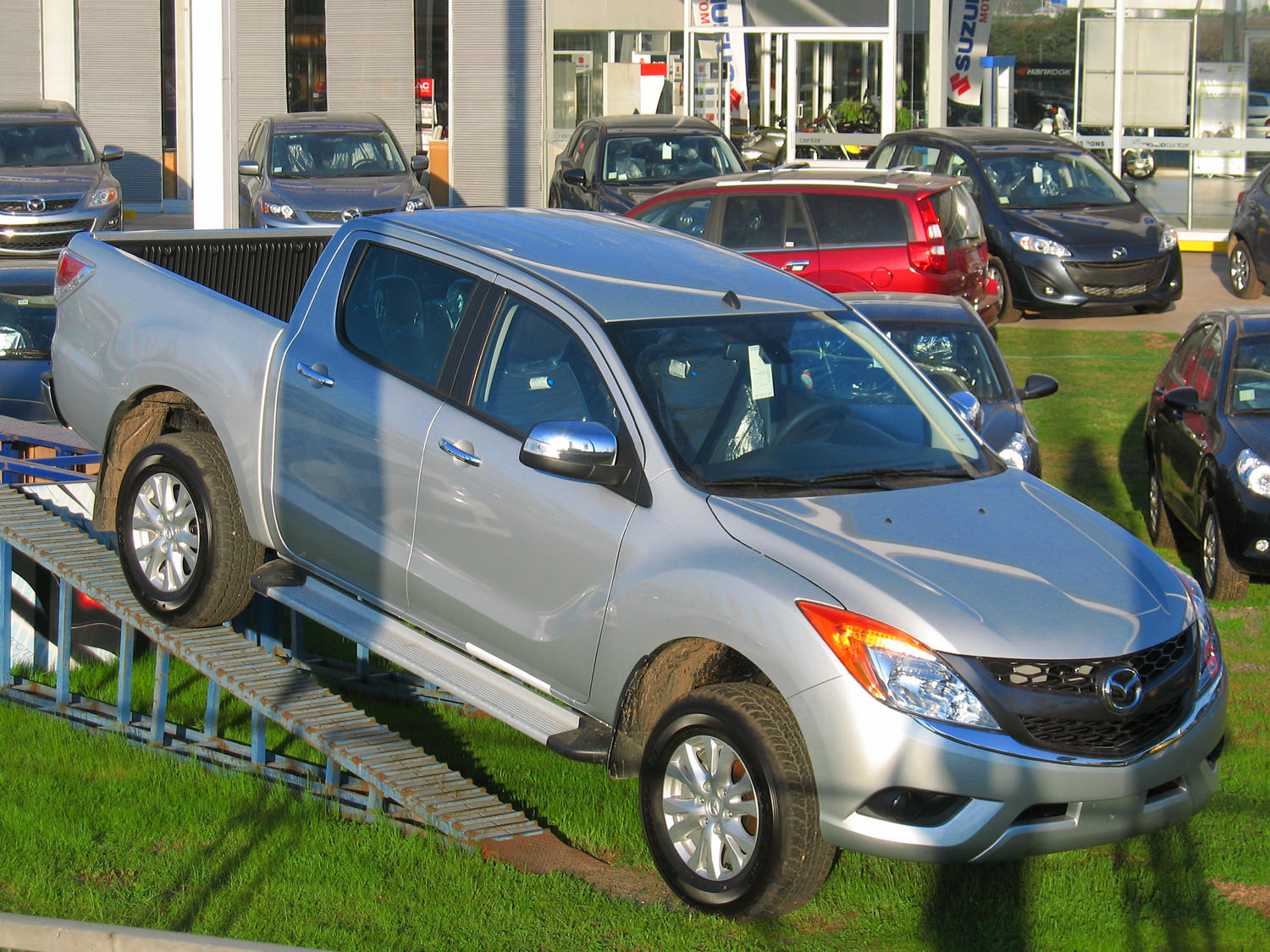
四門四座型
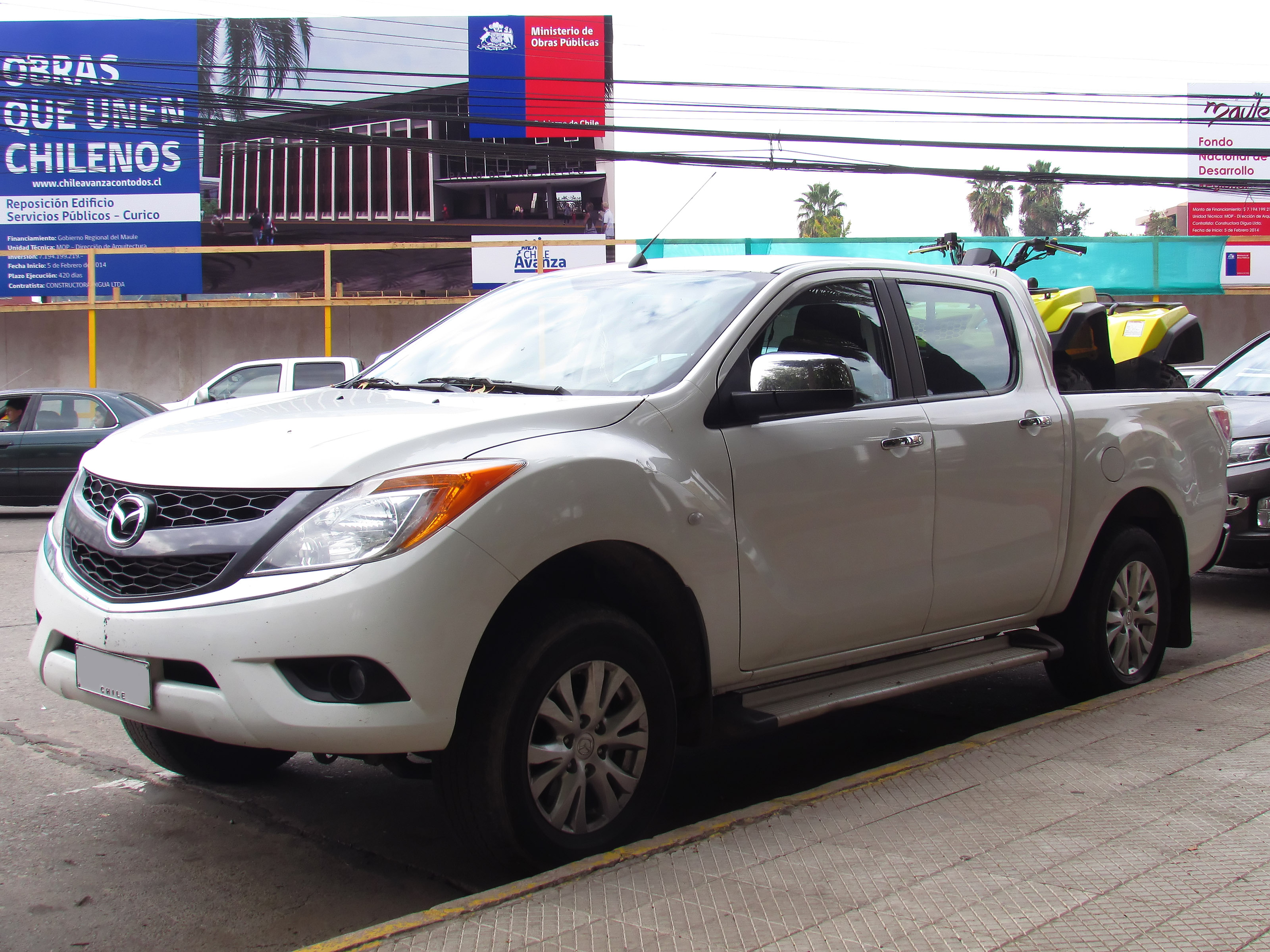
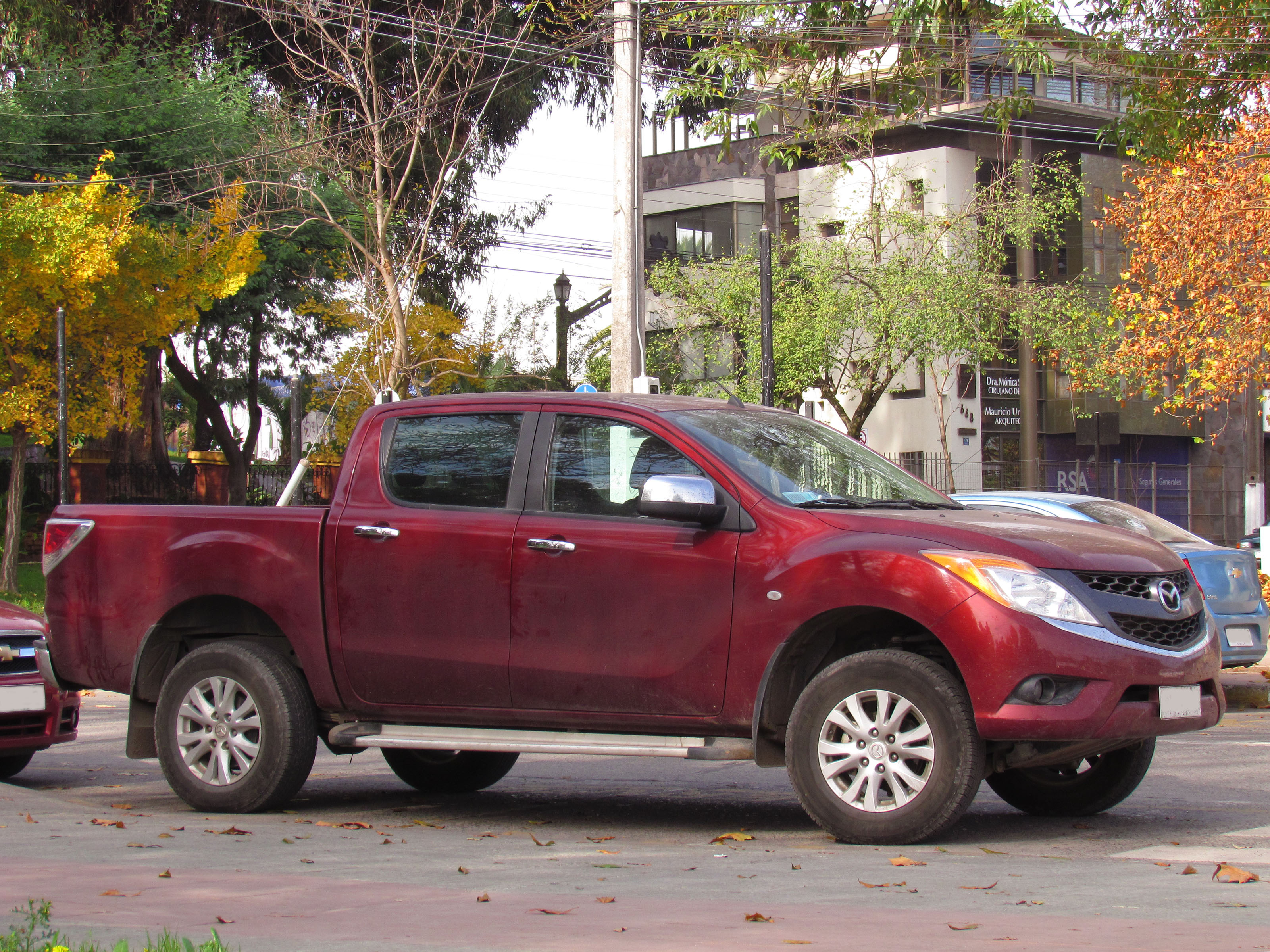
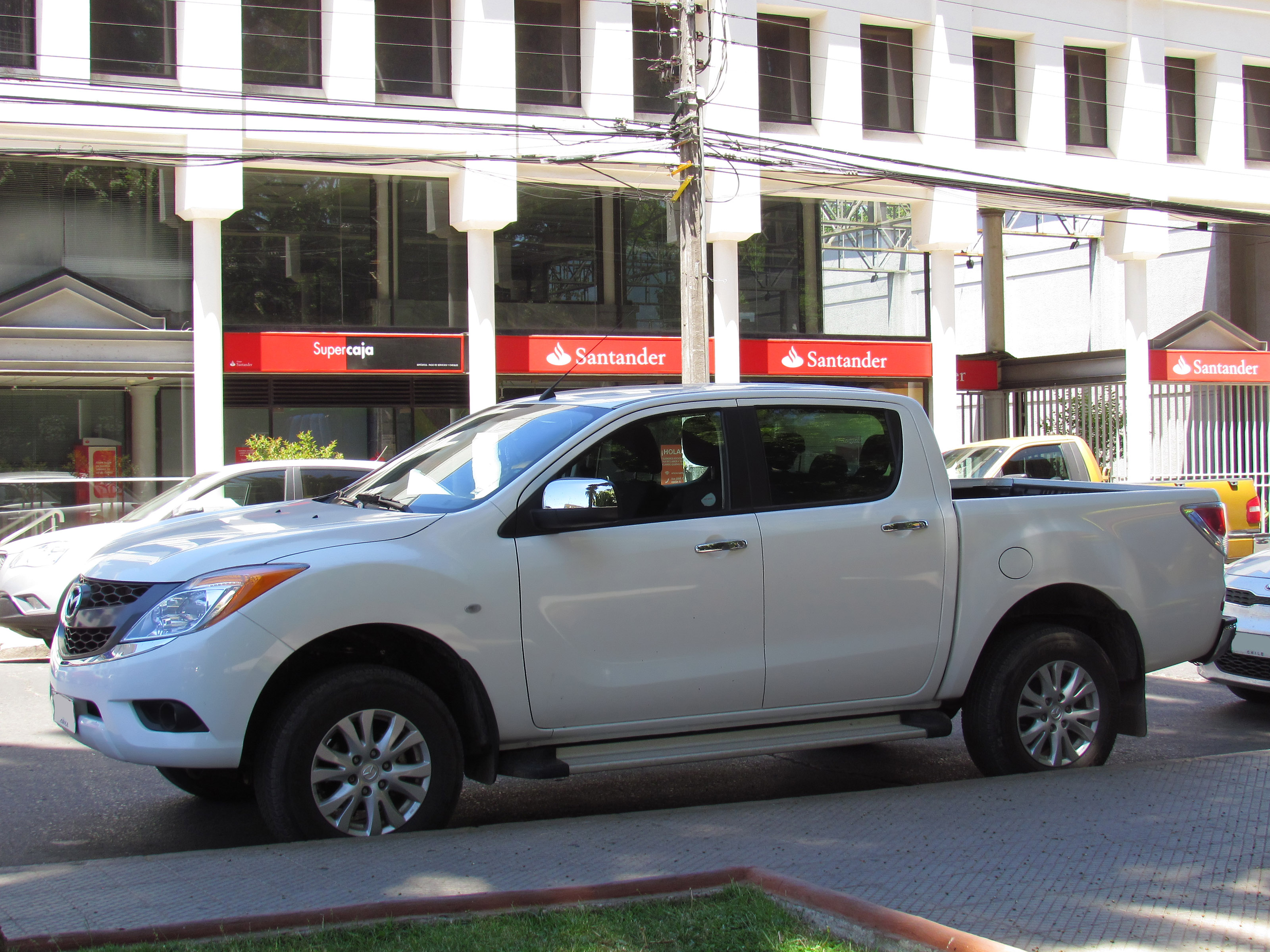

## 外部連結
- 澳洲官方網站 （页面存档备份，存于）